# Eudorella hwanghaensis
Eudorella hwanghaensis is een zeekommasoort uit de familie van de Leuconidae. De wetenschappelijke naam van de soort is voor het eerst geldig gepubliceerd in 1999 door Hong & Park.